# الجيرف (رصد)

تعديل مصدري - تعديل

الجيرف هي إحدى قرى عزلة القارة بمديرية رصد التابعة لمحافظة أبين، بلغ تعداد سكانها 22 نسمة حسب تعداد اليمن لعام 2004.